# Айдарли (Зерендинський район)
Айдарли́ (каз. Айдарлы) — село у складі Зерендинського району Акмолинської області Казахстану. Входить до складу Зерендинського сільського округу.
Населення — 269 осіб (2021; 307 у 2009, 266 у 1999, 346 у 1989).
Національний склад станом на 1989 рік:
- казахи — 100 %.

До 1993 року село називалось Заборовка.